# Cybianthus sipapoensis
Cybianthus sipapoensis är en viveväxtart som beskrevs av J.J. Pipoly och Agostini. Cybianthus sipapoensis ingår i släktet Cybianthus, och familjen viveväxter. Inga underarter finns listade i Catalogue of Life.